# Wer hat Angst vor Braunau?
Wer hat Angst vor Braunau?, Untertitel Ein Haus und die Vergangenheit in uns,  (engl. Titel: Who is afraid of Hitler’s town? A house and the past within us) ist ein österreichischer Dokumentarfilm aus dem Jahr 2023 von Günter Schwaiger. Für das Drehkonzept und die Produktion zeichneten Julia Mitterlehner und Schwaiger verantwortlich.

## Inhalt
Regisseur Günter Schwaiger hatte sich vor Beginn der Arbeiten zum Film 2018 gefragt, warum in Österreich noch nie ein Film über die oberösterreichische Stadt Braunau am Inn, den Geburtsort von Adolf Hitler und das dortige Adolf-Hitler-Geburtshaus gedreht wurde. Am 14. Dezember 2016 war vom österreichischen Parlament ein Gesetz zur Enteignung der bisherigen Besitzerin verabschiedet worden. Das Gebäude ging in den Besitz der Republik Österreich über.
In den folgenden fünf Jahren verfolgte Günter Schwaiger die Entwicklungen rund um die Nachnutzung des Gebäudes. Im Film lässt er Bürger der Stadt zu Wort kommen, unter anderem Polizeibeamte vor Ort, die ehemalige SPÖ-Vizebürgermeisterin Lea Olczak und die Geschichtslehrerin Annette Pommer. Sie berichten unter anderem von negativen Reaktionen, wenn sie im Gespräch ihre Heimatstadt erwähnten. Der Weg führt Schwaiger schließlich auch in die eigene Familiengeschichte.

## Kontroverse
Bei den Recherchen zum Film stieß der Historiker Florian Kotanko auf einen Zeitungsartikel in der Neuen Warte am Inn vom 10. Mai 1939, in dem sich Hitler eine administrative Nutzung des Gebäudes gewünscht haben soll. Mit den Plänen, in dem Haus eine Polizeiinspektion einzurichten, würde laut Kotanko im Prinzip Hitlers Wunsch entsprochen.
Der Historiker Oliver Rathkolb, Mitglied der Kommission zum Umgang mit dem Geburtshaus Hitlers, ist der Ansicht, es sei nicht belegt, dass es diese Aussage Hitlers wirklich gegeben habe, da es sich lediglich um eine Zeitungsmeldung handle. Er nannte Schwaigers Schlussfolgerungen gegenüber der Austria Presse Agentur absurd. Es sei kein Dokument, sondern eine aufgebauschte Zeitungsmeldung. Es mache ihn sprachlos, dass eine Polizeistelle als Einrichtung des Innenministeriums mit einer NSDAP-Kreisleitung verglichen würde.
Der Leiter des Archivs der Stadt Braunau, Florian Kotanko, der im Film prominent zu Wort kommt, sagte hingegen: „Dass es sich bei einem Artikel aus einer Zeit, in der die NSDAP bereits alles kontrollierte und in dem der Name Hitler vorkommt, um das Produkt eines Schriftleiters handelt, kann ich nicht glauben.“ Auch für Schwaiger klingt das „unwahrscheinlich“. Beide machten in der Pressekonferenz mehrmals klar, dass man Kreisleitung und Polizei keinesfalls gleichsetzen wolle.

## Produktion
Die Dreharbeiten fanden an 60 Drehtagen von Juli 2020 bis August 2022 in Braunau am Inn statt.
Produziert wurde der Film von der Dim Dim Film OG (Produzenten Julia Mitterlehner und Günter Schwaiger). Unterstützt wurde der Film vom Österreichischen Filminstitut, Filmstandort Austria (FISA), vom Land Oberösterreich und dem Land Salzburg, dem Zukunftsfonds der Republik Österreich, sowie der Stadt Salzburg.
Die Kamera führte Günter Schwaiger, der die Montage gemeinsam mit Martin Eller verantwortete. Die Musik schrieb Roland Hackl, den Ton gestalteten Stefan Rosensprung, Julia Mitterlehner und Design Menura Film.

## Veröffentlichung
Premiere war auf dem Filmfestivals Der neue Heimatfilm am 23. August 2023 in Freistadt, wo der Film im Dokumentarfilmwettbewerb als Eröffnungsfilm lief und den Publikumspreis gewann. Er kam am 1. September 2023 in Österreich in die Kinos. Am 25. Juli 2024 startete der Film in den spanischen Kinos.
Im Rahmen der Edition österreichischer Film von Hoanzl und dem Standard wurde der Film 2024 auf DVD veröffentlicht.

## Rezeption
In der Frankfurter Allgemeinen Zeitung lobt Hannes Hintermeier den Film und nennt ihn eine „Filmdokumentation mit politischem Sprengsatz“. Schwaigers Film gehe behutsam vor, um das unsagbare Etwas ans Licht zu befördern.
In der Zeit nennt Christian Bartlau den Film „eine sehr persönliche Abrechnung mit der österreichischen Geschichtspolitik“.
Christoph Hartner schrieb in der Kronen Zeitung, Günter Schwaigers Fund im Braunauer Archiv und dieser sehr persönliche Film, in dem Schwaiger auch die eigene Familiengeschichte aufarbeite, könnten einen Denkanstoß liefern, wie es in der Causa weitergehen könne. Die Gespräche Schwaigers mit der 100-jährigen Lea Olczak, der ältesten Braunauerin, seien besonders berührend.
Andreas Kepplinger meinte auf subtext.at, dass die 150 Stunden Material so unterschiedlich in Stil, Qualität und Erzählweise seien, dass sie in dieser Zusammenstellung oft nur schwer zusammenpassten. Alleine die 100-jährige Vizebürgermeisterin Lea Olczak, die mit wachem Geist und mahnenden Worten erzählt, was sie als Kind in Braunau erlebt hat, hätte ihren eigenen Film verdient. Eine klare Linie und eine Reduktion auf weniger Erzählstränge wäre besser gewesen. So seien es fünf Filme in einem Film mit redaktionellen Schwächen geworden.
Die österreichische Jugendmedienkommission erteilte dem Film das Prädikat „Empfehlenswert als Dokumentarfilm ab 14 Jahren.“  Dabei wurde hervorgehoben: „Durch eine differenzierte Schilderung von Zeitzeugen wird die Vergangenheit greifbar gemacht, während Vorurteile gegenüber der Stadt Braunau kritisch beleuchtet werden. Der Film zeigt eindrucksvoll auf, wie die Mitschuld vergangener Generationen die nachfolgenden prägt. Persönliche Lebensgeschichten werden geschickt mit historischen Ereignissen verwoben, wodurch ein emotionales und tiefgehendes Verständnis entsteht. Angesichts schwindender Zeitzeugen wird dieser Film zu einem wichtigen Dokument, das die Bedeutung der Aufarbeitung und Weitergabe der Geschichte betont.“
Julia Schafferhofer befand in der Kleinen Zeitung, dass der berührendste Moment von der fast 100-jährigen Sozialdemokratin und Ex-Bürgermeisterin Lea Olczak komme, deren Familie einst polnischen Zwangsarbeitern Unterschlupf gewährte. Sie sprach sich für eine sozial-karitative Nachnutzung des Hauses aus „weil der Hitler dagegen wäre“. Schafferhofer meinte, dass etwas mehr historische Expertise und Gedächtnisforschung dem empathischen Film nicht geschadet hätte. Gleichzeitig habe der Film die Debatte um diesen Ort neu entfacht.
Colette M. Schmidt schreibt im Standard: "Auf der Suche nach Antworten zu Schuld und verdrängter Geschichte ist dem Filmemacher Günter Schwaiger mit dem Dokumentarfilm über das „Hitler-Haus“ ein vielschichtiges Porträt über Braunau gelungen." In der Tageszeitung Die Presse bezeichnet Rosa Schmidt-Vierthaler den Film als "Plädoyer für Aufarbeitung". Näher mit der Struktur des Filmes beschäftigt sich Sabina Zeithammer im Falter. Sie schreibt, die mehrmalige Fokusveränderung habe sich als charmant-hemdsärmelige Mischung niedergeschlagen: Schwaiger liefere mit ein selbstbewusst improvisiertes Filmmosaik.
Weiters ist der Film auch international auf Resonanz gestoßen; beispielsweise beim britischen Guardian, der französischen Zeitung Le Figaro, der argentinischen Zeitung Los Andes, den spanischen Medien EL PAIS, El Mundo, EFE u. v. a.,  der belgischen Zeitung Le Soir, den israelischen Zeitungen Jerusalem Post und Haaretz, der Washington Post und der New York Times.

## Auszeichnungen und Nominierungen
Filmfestival Der neue Heimatfilm 2023
- Auszeichnung mit dem Publikumspreis[36]

Franz-Grabner-Preis 2024
- Auszeichnung in der Kategorie Kinodokumentarfilm[37][38]

Österreichischer Filmpreis 2024
- Nominierung in der Kategorie Bester Dokumentarfilm (Produktion Julia Mitterlehner, Günter Schwaiger, Regie Günter Schwaiger)[39]
- Nominierung in der Kategorie Beste Tongestaltung (Original-Ton Stefan Rosensprung, Julia Mitterlehner, Sound-Design Nora Czamler, Mischung Manuel Grandpierre)